# Finnugor Népek Ifjúsági Egyesülete
A Finnugor Népek Ifjúsági Egyesülete, (orosz nyelven: Mologyozsnaja Asszociacija Finnougorszkih Narodov, neve rövidítve: MAFUN; angol nyelven: Youth Association of Finno-Ugric Peoples) 1990-ben alapított, de nemzetközi szervezetként nem bejegyzett egyesület.

## Céljai, szervezeti felépítése
Az egyesület finnugor és szamojéd rokon nyelvű népek számos ifjúsági szervezetét egyesíti. 2011-ben 34 nemzeti tagszervezete volt.
Céljainak tekinti
- a finnugor rokon nyelvű népek fiataljainak közeledését és együttműködését,
- az ifjúság önmegvalósításának (önszerveződésének), nemzeti öntudatának erősítéséhez szükséges feltételek biztosítását,
- a finnugor népek politikai, szociális, gazdasági és egyéb jogainak, valamint az őshonos népek jogainak védelmét,
- e népek tradicionális szellemi és kulturális értékeinek újjáélesztését, illetve fenntartását és népszerűsítését.

Fő vezető szervei: a Kongresszus, valamint a Tanács és az egyesület Elnöke. Tagjai a csatlakozott társadalmi szervezetek, melyek felvételéről a kongresszus dönt. Szintén a kongresszus választja a vezetőség tagjai közül a MAFUN elnökét két év időtartamra. A szervezet elnöki tisztségére korábban megválasztott személyek:
- Alekszandr Abdulov (Mariföld, 1990)
- Szvetlena Szmirnova (Udmurtföld, 1993)
- Nyina Nyesztyerova (Komiföld, 1995)
- Jaak Prozes (Észtország, 1997, 1999)
- Vaszilij Petrov (Mariföld, 2003, 2005)
- Alekszej Rasszihajev (Komiföld, 2007)
- Alekszej Cikarjev (Karélia, 2009)
- Vaszilij Namecskin (Mordvinföld, 2011)
- Sampsa Holopainen (Finnország, 2013)
- Käbi Suvi (Észtország, 2015).

## Nemzetközi tevékenysége
A MAFUN saját tagszervezeteinek támogatása mellett több jelentős nemzetközi szervezet tevékenységében vesz részt, és maga is szervez nemzetközi rendezvényeket. Megfigyelőként helyet kapott a Finnugor Népek Világkongresszusa Konzultatív Bizottságának munkájában. Sok éve koordinálja, szervezi a finnugor egyetemi hallgatók nemzetközi konferenciáit (IFUSCO), de együttműködik török (türk) nemzetközi ifjúsági szervezetekkel is. A 2010-es évek eleje óta részt vesz az ENSZ őshonos népek állandó fórumának tevékenységében. 2014-ben elindította a négy éven át tartó Finnugor Kulturális Főváros projektet.

## Jubileumi, 12. kongresszusa
A 25 évvel korábban alakult szervezet 12. kongresszusát 2015. július 29. és augusztus 1. között Tartuban rendezték meg; programjában szerepelt a „2015. év Finnugor Kulturális Fővárosa”, Obonitsa falu meglátogatása is.
A kongresszuson újra előkerült a régóta vitatott kérdés: kezdeményezzék-e a MAFUN mint nemzetközi szervezet hivatalos bejegyzését; a többség továbbra sem támogatta a javaslatot. A hatékonyság javítása érdekében a leköszönő elnök, Sampsa Holopainen azt is javasolta, hogy a Tanács létszámát csökkentsék hat főre (3–3 fő az oroszországi, illetve más országok régióiból), mert a nagy létszám és a korlátozott találkozási lehetőség hátráltatja a közös munkát. Többségi szavazással ezt a javaslatot is elvetették. A kongresszus döntött az ún. öregek tanácsa megszüntetéséről, az inaktívnak tekintett tagszervezetek kizárásáról, ugyanakkor felvették a tagok közé az újonnan alakult erza „Ele” nevű szervezetet.
A hivatalos zárónapra maradt a vezetőség megújítása. A következő két évre a szervezet elnökévé Käbi Suvi-t (Észtország) választották. Az új vezetőség tizenkét tagja közül tízen oroszországi régiók szervezeteinek képviselői.